# جولی ووجتا
جولی ووجتا (انگلیسی: Julie Wojta؛ زادهٔ ۹ آوریل ۱۹۸۹) بازیکن بسکتبال اهل ایالات متحده آمریکا است.